# L'Hymne national
Pour l’article homonyme, voir Hymne national.
L'Hymne national (The National Anthem) est l'épisode pilote de la série britannique Black Mirror diffusé sur Channel 4 le 4 décembre 2011. Écrit par le créateur de la série, Charlie Brooker, ce pilote pose les bases de ce qui deviendra la marque de fabrique de la série : le concept de l'acrasie, ou l'attraction que l'on éprouve à regarder quelque chose qui nous révulse.
Après l'enlèvement de la princesse royale, le Premier ministre britannique incarné par Rory Kinnear, est confronté à un énorme et choquant dilemme. L'épisode examine non seulement la question du libre-arbitre dans un environnement politique où la notion de popularité est aisément biaisée et peut être manipulée, mais aussi l'interaction entre les différents acteurs des domaines politiques et médiatiques ainsi que du public devant une situation de crise.

## Contexte
Black Mirror est une série d'anthologie dont les épisodes sont liés par un thème commun, là où les autres séries conservent généralement les mêmes acteurs dans les différents épisodes. Chaque épisode est ainsi interprété par des acteurs dans des lieux et des époques distinctes. Black Mirror étant une série dystopique et satirique sur les dangers de la technologie, le thème se concentre sur les conséquences imprévues de celle-ci sur nos existences dans un futur proche, voire immédiat.
Tentant de résumer l'argument de sa série, Brooker écrit : « [les épisodes] traitent tous de la façon dont nous vivons maintenant - et de la façon dont nous pourrions vivre dans 10 minutes si nous sommes maladroits », ajoutant que le « black mirror » du titre fait référence aux écrans éteints de nos ordinateurs, nos téléviseurs et nos smartphones.

## Synopsis
Très tôt le matin, le Premier ministre du Royaume-Uni Michael Callow est réveillé par ses conseillers, qui l'informent que la duchesse de Beaumont, affectueusement surnommée « princesse Susannah », a été enlevée par un individu non identifié. La revendication du preneur d'otage est simple : avant 16 h le même jour, le ministre doit avoir un rapport sexuel avec une truie filmé sans trucages (précisant les règles sans aspérités du dogme 95) et retransmis en direct sur tous les médias du Royaume-Uni.
Callow, révulsé par cette demande, ordonne immédiatement d'éviter la diffusion de la nouvelle et ses conseillers transmettent une D-Notice à la presse nationale pour l'inciter à la discrétion. Hélas, une vidéo de la princesse a déjà été mise en ligne sur YouTube, et a déjà été largement visionnée et téléchargée malgré son retrait presque immédiat du réseau. Toute la retenue des médias anglais s'évanouit quand l'histoire est relayée par les médias étrangers (CNN, Fox News, MSNBC, Al Jazeera, NHK etc.).
Les autorités parviennent à déterminer l'endroit d'où a été postée la vidéo et préparent une opération armée destinée à libérer la princesse. À l'insu de Callow, elles organisent aussi une ruse où un acteur pornographique serait substitué au Premier ministre, dont le visage remplacerait celui de la doublure grâce à un fond vert. Malheureusement, une fois encore, l'information fuite sur Internet ; peu après, une chaîne d'information reçoit un colis contenant un doigt coupé et des images du ravisseur mutilant la princesse. L'opinion publique, d'abord hostile au chantage (72 % de « NON »), bascule totalement (86 % de « OUI »). Désespéré, Callow déclenche l'opération armée destinée à libérer la princesse, localisée dans une université abandonnée (à partir de l'heure précise de la publication de la vidéo de revendication) ; mais celle-ci tourne au fiasco : le groupe d'intervention se retrouve devant un mannequin de femme nue et une journaliste est blessée par balle à la jambe droite. Le ravisseur avait utilisé un serveur proxy. Les pressions deviennent intenses et Callow se résigne à passer à l'acte devant les yeux du monde entier.
Alors que tous frémissent d'impatience devant la pénible prestation du ministre, la princesse avance péniblement sur le Millennium Bridge, puis s'écroule dans l'indifférence générale… Les rues de Londres sont vides et la ville semble inhabitée, chacun étant devant son poste de télévision. Pendant ce temps, les plus proches collaborateurs du ministre apprennent que Susannah a été libérée à 15 h 30, un peu avant expiration de l'ultimatum ; ils décident que cette chronologie des événements doit absolument rester ignorée de tous, et surtout de Callow. Le fond de l'affaire est bientôt révélé publiquement : l'enlèvement a été organisé par Bloom Carlton, un lauréat du prix Turner, pour en faire une performance artistique retentissante ; Carlton s'est suicidé par pendaison pendant la diffusion de l'émission.
Un an après, la princesse Susannah ne présente pas de séquelles (le doigt tranché était en réalité celui de Carlton) et attend un enfant. De son côté, Michael Callow jouit d'une grande popularité et son couple semble avoir surmonté l'épreuve, du moins seulement en apparence, car dans l'intimité, Madame Callow maintient désormais une distance glaciale avec son époux.

## Fiche technique
- Titre français : L'Hymne national
- Titre original : The National Anthem
- Réalisation : Otto Bathurst
- Scénario : Charlie Brooker
- Photographie : Jake Polonsky
- Montage : Chris Barwell
- Décors : Joel Collins
- Costumes : Jane Petrie
- Musique : Jon Opstad
- Production : Barney Reisz, Charlie Brooker et Annabel Jones
- Sociétés de production : Zeppotron
- Durée : 44 minutes
- Pays d'origine : Royaume-Uni
- Diffusion originale :
  -  Royaume-Uni : le 4 décembre 2011 sur Channel 4
  -  France : le 1er mai 2014 sur France 4[2]
- Public conseillé : Déconseillé aux moins de 16 ans (exclusivement pour cet épisode)

## Distribution
- Rory Kinnear (VF : Bruno Magne) : Michael Callow, le Premier ministre
- Lindsay Duncan (VF : Isabelle Leprince) : Alex Cairns, une collaboratrice du Premier ministre
- Donald Sumpter (VF : Martial Le Minoux) : Julian Hereford, un collaborateur du Premier ministre
- Tom Goodman-Hill (VF : Stéphane Pouplard) : Tom Bilce, un collaborateur du Premier ministre
- Anna Wilson-Jones (VF : Nathalie Homs) : June Callow, la femme du Premier ministre
- Patrick Kennedy (VF : Tony Joudrier) : le chef de section Walker
- Alastair Mackenzie (VF : Martial Le Minoux) : Martin
- Chetna Pandya (VF : Geneviève Doang) : Malaika, une journaliste d'UKN en quête de scoop
- Alex Macqueen : l'agent spécial Callett
- Jay Simpson (arz) : Rod Senseless, un acteur porno
- Helen Fospero : Lucinda Towne
- Lydia Wilson (VF : Pascale Chemin) : la princesse Susannah
- Sophie Kennedy Clark : Lauren
- Andrew Knott : Brian
- Allen Leech : Pike
- Johann Myers : Noel, de Blue Eyes
- Sophie Wu : Jamie, une collaboratrice du Premier ministre
- Rakie Ayola : Shelly

- Source VF : RS Doublage

## Accueil

### Accueil critique
L'épisode a reçu des critiques globalement positives. The Telegraph écrit que « The National Anthem est une étude choquante, gonflée et sombre des médias modernes, s'aventurant sur un territoire encore vierge. [...] C'est une idée follement géniale. La satire est si audacieuse qu'elle m'a laissé bouche-bée et grinçant. Un peu comme ce pauvre cochon,. » The Independent ajoute que « ce drame compact et soigneusement construit est passionnant, la tension grimpant degré par degré alors que le temps joue contre le PM. L'épisode se révèle anti-Twitter mais sert aussi de mise en garde contre le pouvoir collectif de l'« esprit de la ruche » qui caractérise les réseaux sociaux. National Anthem ne fait pas de prisonnier, et certainement pas parmi le public,. » Enfin, The Guardian complète ces critiques en affirmant que « pour un œil non-exercé, ce premier épisode ressemble à une satire politique - et une particulièrement bien réussie - plutôt qu'à une vision « sci-fi » du pouvoir de la technologie à détruire le monde. Tous les gadgets sont trop familiers et le voyeurisme trop crédible : il y a plus de dystopie dans un épisode de MI-5,. »
Aux États-Unis, The A.V. Club, avec la note A, indique que « le génie de Black Mirror se situe dans la subtilité avec laquelle elle se construit, vous empêchant de vous interroger sur l'absurdité de la prémisse ou de n'importe quelle lacune scénaristique. Chaque retournement semble organique, chaque décision rationnelle. Chaque effort entrepris pour trouver le kidnappeur est évidemment voué à l'échec. Initialement, la presse hésite à rapporter une histoire aussi folle, mais y est finalement forcée par les réseaux sociaux et l'ineffable pouvoir d'Internet,. »

## «Piggate»
En septembre 2015, des allégations sont publiées dans une biographie non autorisée de l'ancien Premier ministre britannique David Cameron, selon lesquelles il aurait introduit « une partie de son anatomie » dans la bouche d'un cochon mort alors qu'il était à l'université, au cours de ce qui est décrit comme un rite d'initiation,,. Charlie Brooker, le scénariste de l'épisode, a nié toute connaissance des faits. La similarité de l'histoire avec le synopsis de l'épisode a fait l'objet d'un grand amusement populaire dans les jours qui ont suivi ces accusations. Plusieurs contributeurs de Twitter ont utilisé le hashtag #Snoutrage qui apparaît dans l'épisode, lors de leurs discussions sur l'incident.